# Salangana de les Moluques
La salangana de les Moluques (Aerodramus infuscatus) és una espècie d'ocell de la família dels apòdids (Apodidae) endèmic de l'Arxipèlag d'Indonèsia.

## Descripció
- Petita falcia que fa uns 10 cm de llarg.
- De color bru molt fosc per sobre, amb el carpó lleugerament més pàl·lid. Marró clar per sota. Cua una mica bifurcada.

## Hàbitat i distribució
Vola sobre zones boscoses i camp obert de Halmahera, a les Moluques. Cria en coves.

## Taxonomia
Ha estat considerat al gènere Collocalia. Més tard va ser ubicat a Aerodramus i classificat en tres subespècies:
- A. i. infuscatus (Salvadori, 1880). De Halmahera.
- A. i. sororum (Stresemann, 1931). De Sulawesi.
- A. i. ceramensis (van Oort, 1911). De Buru i Seram.

El IOC (versió 4.1, 2014), arran els treballs de Rheindt et Hutchinson (2007) les considera tres espècies diferents